# باركلي مارتن
باركلي مارتن (بالإنجليزية: Barclay Martin)‏ هو محامي وسياسي أمريكي، ولد في 17 ديسمبر 1802 في مقاطعة إيدجفيلد في الولايات المتحدة، وتوفي في 8 نوفمبر 1890 في كولومبيا في الولايات المتحدة. حزبياً، نشط في الحزب الديمقراطي. وقد انتخب عضو مجلس نواب تينيسي وانتخب عضو مجلس ولاية تينيسي وانتخب عضو مجلس النواب الأمريكي.